# Mundo VIP
Mundo VIP é um programa de televisão português sobre o jet-set, apresentado por Felipa Garnel e Paulo Pires. Este programa tinha como objetivo principal revelar aos telespectadores a vida do mundo dos famosos. O programa era transmitido aos sábados à noite, inicialmente, e depois à tarde, numa fase final.